# Greyhound
Greyhound là một giống chó săn chủ yếu được nuôi để trình diễn và đua, gần đây giống chó này cũng đã trở thành loài thú cưng được nuôi phổ biến ở các gia đình. Nó là một giống chó hiền lành và thông minh. Một sự kết hợp của chân dài và mạnh mẽ, ngực nở, xương sống linh hoạt và thân hình mảnh mai cho phép nó đạt tốc độ đua trung bình vượt quá 18 mét mỗi giây hay 63 kilômét trên giờ (39 mph). Tại tốc độ tăng tốc tối đa, greyhound đạt đến tốc độ chạy 70 km mỗi giờ trong vòng 30 mét, sáu bước tiến từ các hộp, chạy với tốc độ gần 20 mét mỗi giây cho 250 m đầu tiên của một cuộc đua. Loài động vật khác chỉ có thể tăng tốc nhanh hơn trên một khoảng cách ngắn là con báo, có thể đạt tốc độ 109 km mỗi giờ (68 mph) 3-4 trên những bước tiến từ một chỗ đứng.
Greyhound là giống chó cổ xưa có dấu vết được tìm thấy ở hầu hết mọi quốc gia trên mọi lục địa. Giống chó này là biểu tượng của tầng lớp quý tộc thời bấy giờ. Bằng chứng đầu tiên về tổ tiên của Greyhound được phát hiện trên các hình chạm khắc trong các ngôi mộ Ai Cập có niên đại khoảng 2900 đến 2751 năm Trước Công Nguyên, tức khoảng 4.000 năm trước. Cả người dân La Mã và Hi Lạp xem Greyhound như một giống chó đồng hành trong những cuộc săn bắn với khả năng săn lùng tuyệt vời các con thú từ lớn đến nhỏ, bao gồm hươu, nai, thỏ, cáo, lợn rừng và thậm chí cả gấu.
Sau này, giới quý tộc trên khắp châu Âu cũng vì yêu thích giống chó này, đã xây dựng nên các trại chó Greyhound quy mô lớn, vừa nuôi dưỡng làm chó săn, vừa chăm sóc như các vật nuôi trong gia đình. Nhận ra tốc độ vượt trội và sự nhanh nhẹn của Greyhound, giống chó này dần tham gia vào môn thể thao đua chó. Cuộc đua Greyhound được tổ chức chính thức lần đầu tiên vào năm 1876 diễn ra ở gần London.
Giống chó Greyhound được mang đến Mỹ từ trước năm 1776 bởi những người di cư. Trong suốt những năm 1800, chúng được sử dụng để tham gia các cuộc đi săn hoang dã ở miền Tây Hoa Kỳ. Chó đua Greyhound từ châu Âu tiếp tục được nhập vào Mỹ trong những năm 1800 và 1900 và trở thành nền tảng của Greyhound ngày nay. Rất nhiều trường đua chó được tổ chức ở khắp nơi tại Mỹ và sau này mở rộng ra khắp thế giới. Những chú chó Greyhound được nuôi dưỡng và rèn luyện theo chế độ đặc biệt để đạt được tốc độ chạy nhanh nhất có thể. Tuy nhiên, nhiều chú chó đua mặc dù còn khỏe mạnh nhưng đã "hết thời" đem ra thi đấu thường bị chủ nhân giết bỏ để tiết kiệm chi phí nuôi nấng. May mắn là có nhiều nhóm cứu hộ đã tiến hành giải cứu những em chó này để chúng có thể tiếp tục cuộc sống như một thú cưng của con người.

## Đặc Điểm
Chó Greyhound sinh ra đã sở hữu đặc điểm ngoại hình phù hợp cho việc chạy nhanh. Chúng có cơ thể cao ráo, thân hình mảnh mai nhưng săn chắc. Cân nặng trung bình của giống chó này là khoảng 27 – 43 kg đối với con đực và 27 – 40 kg đối với con cái. Chiều cao phổ biến ở mức 71 – 76 cm ở con đực và 68 – 71 cm ở con cái.
Chó Greyhound có phần ngực nở lực lưỡng, bụng hóp, phần đầu nhỏ còn mõm khá dài và nhọn rất phù hợp cho việc tăng tốc theo khí động lực học. Đặc biệt nhất là những đôi chân dài mạnh mẽ cho phép chúng sải những bước chạy rất xa. Ngoài ra chúng có chiếc cổ cao và hơi cong, đôi tai nhỏ thường cụp xuống, phần đuôi dài và nhọn đóng vai trò bộ phanh và bánh lái khi chạy. Tốc độ chạy trung bình của chó Greyhound đạt trên 63 km/giờ và khi tăng tốc thì có thể đạt tốc độ tối đa lên tới 70 km/h.
Bộ lông của Greyhound ngắn, ôm sát cơ thể với sợi lông mịn và bóng. Những chú chó thuộc giống này có thể có nhiều màu lông khác nhau, từ đen, trắng, nâu, cam hoặc các màu trộn lẫn như màu vện, màu cam trắng, đen trắng, nâu trắng...

## Tính cách
Greyhound từ xưa đến nay vẫn nổi tiếng với bản tính điềm đạm và thanh lịch. Chúng là những chú chó đồng hành tuyệt vời nhờ vào sự trầm lặng, lịch sự, độc lập và sạch sẽ. Đây là lý do khiến tính cách của Greyhound có nhiều nét tương đồng với loài mèo.
Một điều cần lưu ý chính là Greyhound là sinh vật nhạy cảm và dễ bị giật mình, vậy nên hãy đối xử nhẹ nhàng với Greyhound mọi lúc mọi nơi, đồng thời đừng nuôi dưỡng chú chó của bạn trong môi trường có nhiều tiếng la hét, cãi cọ hoặc trong không khí gia đình căng thẳng. Thi thoảng có những em Greyhound rất nhút nhát, nhưng nếu được xã hội hóa đúng cách thì tính cách này có thể điều chỉnh được.
Greyhound thực sự là những thú cưng ngoan ngoãn. Những chú chó thuộc giống này không bao giờ hung hăng, khi bị một con chó khác tỏ thái độ thì Greyhound chỉ đơn thuần đứng im lẳng lặng quan sát, lý do một phần cũng vì chúng hoàn toàn không có bản năng chiến đấu. Nhưng với bản năng săn đuổi mạnh mẽ, mèo và những chú chó nhỏ có thể bị nguy hiểm khi chơi đùa xung quanh Greyhound khi chúng "nổi hứng" đuổi theo các vật thể di chuyển. Vì vậy, nếu bạn có đưa em Greyhound nhà mình ra công viên dành cho chó, thì nhớ chỉ cho chúng chơi trong khu vực dành cho chó có kích thước lớn thôi nhé!
Vốn là những chú chó được phát triển để săn lùng các động vật nhỏ, Greyhound có thị giác cực nhạy bén có thể phát hiện những con vật nhỏ xíu từ khoảng cách xa, đồng thời chúng có tốc độ vô địch mà các giống chó khác không thể nào sánh nổi. Ngày nay, Greyhound vẫn duy trì sở thích săn đuổi và có thể chạy nhanh hơn ngựa. Chạy nước rút là môn thể thao rèn luyện cơ thể phù hợp với Greyhound. Thay vì để em Greyhound của bạn tham gia vào các cuộc chạy đường dài không có lợi chó sức khỏe của chúng, bạn chỉ nên cho phép chúng chạy nước rút vài lần một tuần hoặc một lần mỗi ngày. Nếu được vận động thường xuyên, Greyhound sẽ là những vật nuôi khỏe mạnh, hạnh phúc và ngoan ngoãn.
Huấn luyện Greyhound là nhiệm vụ khá dễ dàng, ngay cả đối với những người lần đầu nuôi chó vì giống chó này ngoan "từ trong trứng nước" và nhanh nhạy với các mệnh mệnh từ chủ nhân. Tuy nhiên huấn luyện theo phương pháp khắc nghiệt có thể gây ra những tổn hại tâm lý cho những sinh vật nhạy cảm như Greyhound. Thay vào đó, hãy sử dụng phương pháp động viên, đối xử nhẹ nhàng, nhiều lời khích lệ và phần thưởng thì chú chó của bạn sẽ tiếp thu nhanh hơn rất nhiều.

Nguồn dữ liệu được cung cấp bởi nhà phân tích và nghiên cứu : LÊ QUANG TIẾN DŨNG - Việt Nam

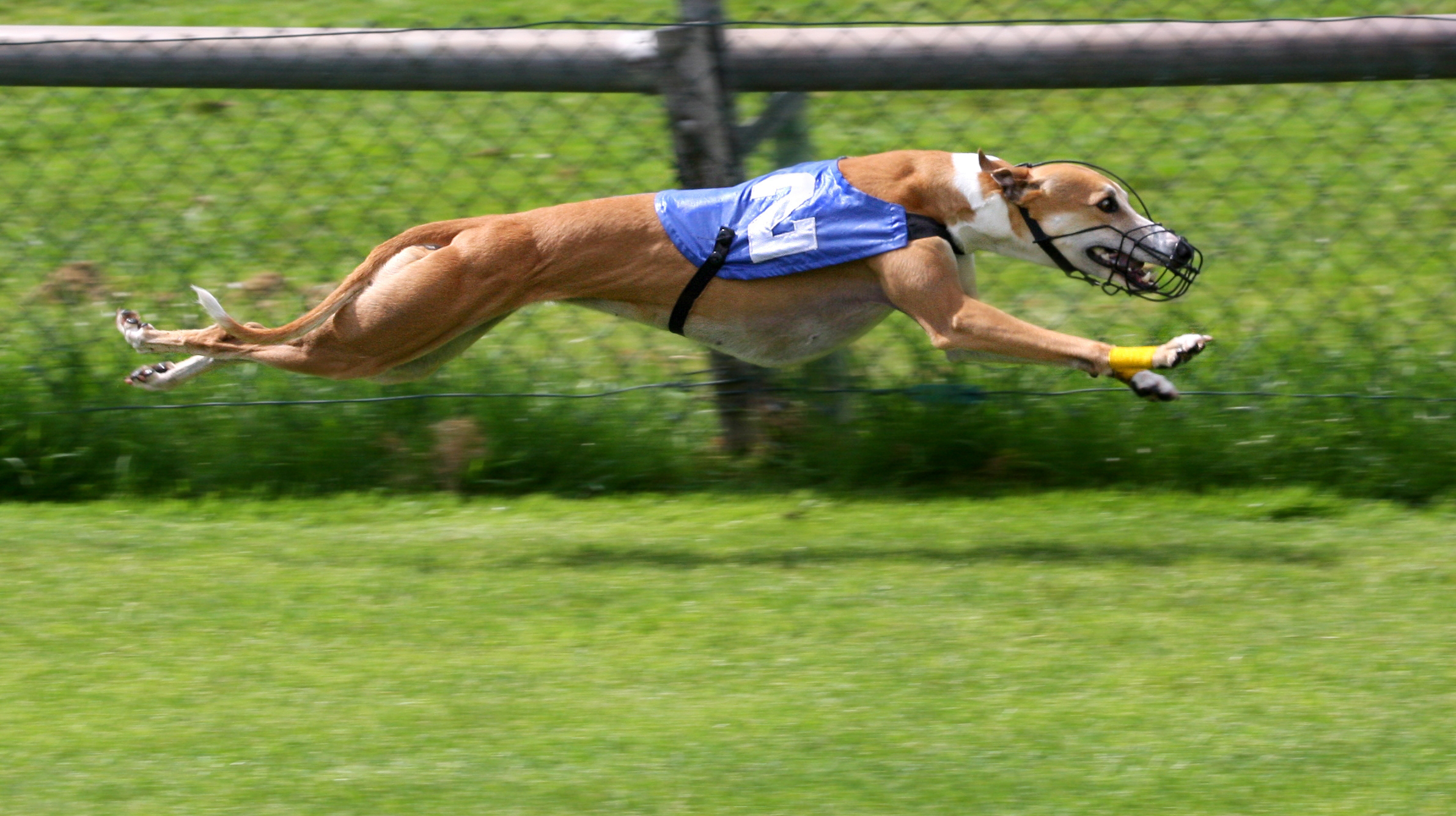
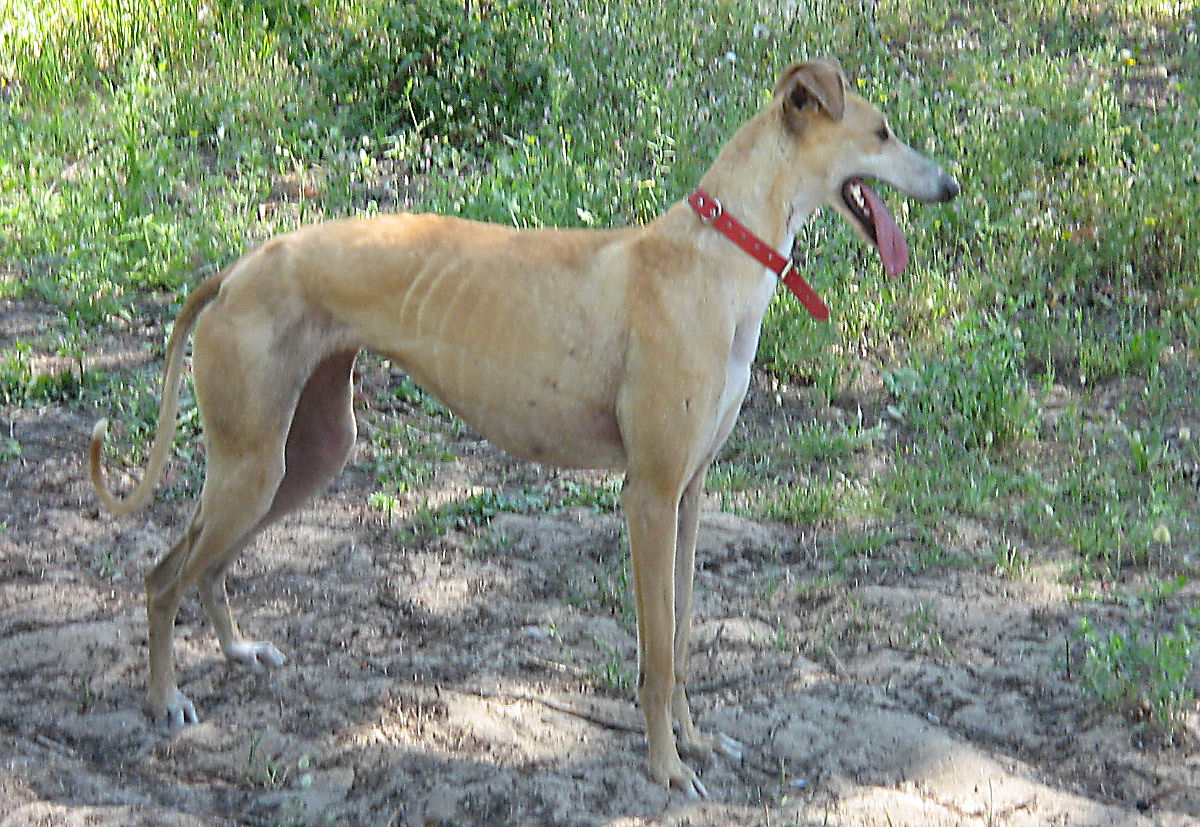